# Antoni Ginebreda
Antoni Ginebreda (Barcelona, segle xiv - 1394) va ser un religiós de l'orde dels predicadors, mestre en teologia i escriptor. Estudià al Convent de Santa Caterina (Barcelona), on prengué els hàbits (1357), i del qual en fou prior temps després. També estudià a Girona i a Lleida. El 1372 passà a l'estudi general de Tolosa, i el 1376, al de París. Completà la versió catalana del De consolatione philosophiae, de Boeci, iniciada per Pere Saplana i dedicada a l'infant Jaume de Mallorca, de qui fou confessor, la qual serví de base a l'edició castellana del 1488 i del 1493. El 1385 Pere III li encomanà que continués el Compendi historial iniciat per Jaume Domènec, i l'any següent el nomenà predicador de la capella reial. El 1390 fou elegit prior del convent de Barcelona. Ha estat confós, erròniament, amb el seu homònim bisbe d'Atenes, mort el 1390.